# Bartus Dávid
Bartus Dávid (Kazincbarcika, 1978. június 29. –) magyar történész, régész, az Eötvös Loránd Tudományegyetem Bölcsészettudományi Kar dékánja és a Régészettudományi Intézet habilitált oktatója.

## Tanulmányai és oktatói karrier
2006 és 2010 között egyetemi tanársegédként dolgozott az ELTE BTK Régészettudományi Intézetében. 2010 és 2018 között egyetemi adjunktus, majd 2018-tól egyetemi docensként oktat.
2013 és 2014 között megbízott előadó a Pécsi Tudományegyetem Régészeti Tanszékén.
2007-ben szerzett doktori címet az Eötvös Loránd Tudományegyetemen. A doktori értekezésének címe: A római kori csontfaragás és a kisművészetek összefüggései.
2018-tól a Magyar Régész Szövetség alelnöke, az Ókori Régészeti Tanszék vezetője, valamint a Bölcsészettudományi Kar tudományos és kutatásszervezési dékánhelyettese.
2020. december 7-én az ELTE Bölcsészettudományi Kar dékánjává nevezték ki, majd 2021 februárjától állt hivatalba.
2021. február 19-én a Magyar Nemzetben jelent meg egy interjú „Tévedés, hogy az üzleti szférában ne lenne helyük a bölcsészeknek” címmel.
2021. augusztus 25-én egy nyílt nap keretében ismertette az ELTE BTK régészei által talált ókori kincseket Komáromban.

## Publikációi
A Google Tudós alapján az alábbi kéziratok a legidézettebbek:
- Bartus, D., Borhy, L., Gátfalvi-Delbó, G., Kis, Z., Hajdu, B., Nagy, A., & Sáró, C. (2016). Jelentés a Komárom-Szőny Vásártéren 2014-ben folytatott régészeti feltárások eredményeiről. Kuny Domokos Múzeum Közleményei, 22, 113–191.[11]
- Bartus, D., & Grimm, J. (2010). A knife handle from Caerwent (Venta Silurum) depicting gladiators. Britannia, 41, 321–324.[12]